# 奇奇卡斯特南戈

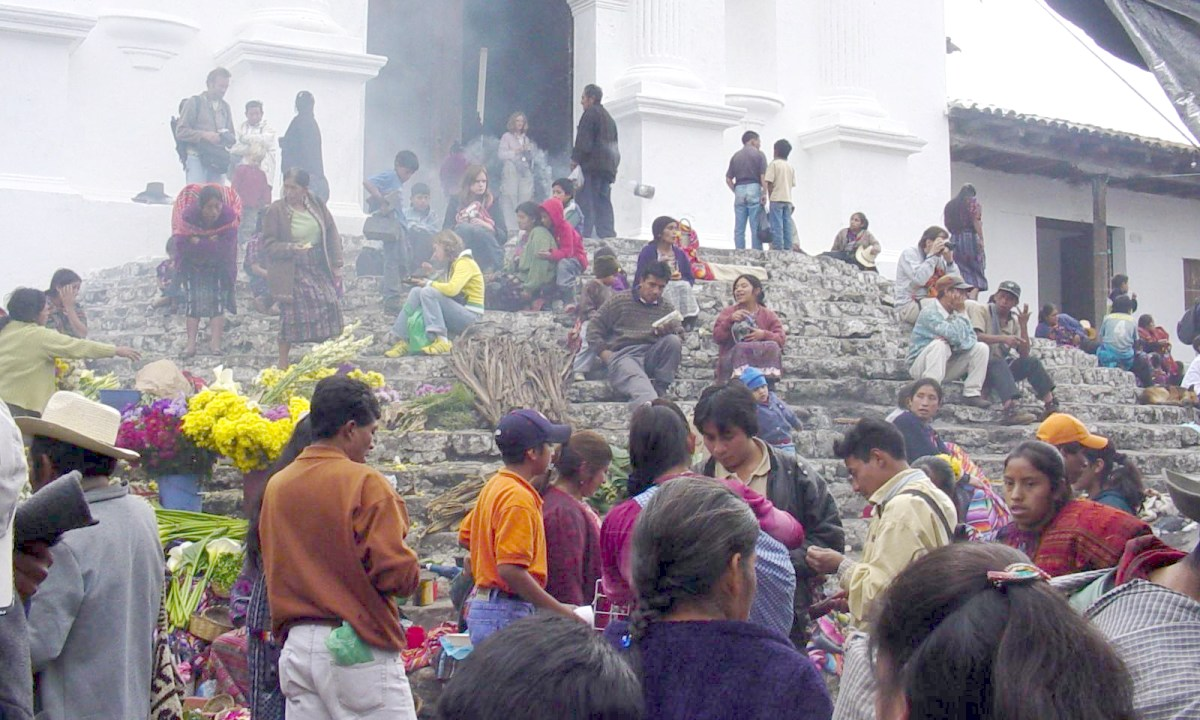

奇奇卡斯特南戈（西班牙語：Chichicastenango）是危地馬拉的城鎮，由基切省負責管轄，位於該國南部，距離首都危地馬拉市140公里，面積400平方公里，海拔高度1,965米，2002年人口107,193。

## 外部連結
- Municipal Website

14°56′N 91°07′W / 14.933°N 91.117°W